# Danae e Giove
Danae e Giove è un dipinto realizzato nel 1736 da Giambattista Tiepolo, basato sul celebre episodio descritto nel poema latino Le Metamorfosi di Ovidio. L'opera è conservata a Stoccolma.

## Descrizione
L'artista ha preso spunto dalle due più celebri rappresentazioni di questo mito, entrambe eseguite da Tiziano due secoli prima: sono presenti infatti sia la figura di Cupido sia quella della vecchia nutrice-guardiana, desunte rispettivamente dalla Danae di Napoli e da quella di Madrid. Nell'opera settecentesca però Giove appare anche nel suo vero aspetto, non solo dunque come pioggia di monete d'oro. 
Tiepolo aggiunge al tema un elemento grottesco. Danae è raffigurata infatti come una giovane donna sdraiata di fianco e con le natiche scoperte, su un letto in stile barocco. L'espressione sul suo volto ne indica la noia. Amore, in piedi accanto a lei, le fa il solletico nel tentativo di dilettarla, quasi fosse un giullare. La nutrice, dal volto leggermente caricaturale, afferra con un vassoio le monete d'oro. Tiepolo rappresenta Giove come un anziano pieno di rughe che si avvicina a Danae su una nuvola. Il suo mantello ondeggia, e anche la barba cede alla fretta con la quale si dirige verso il letto della donna. Nella parte inferiore dell'opera si trova un cane che abbaia all'aquila - il simbolo di Giove - che regge le sue saette con gli artigli. L'artista giustappone la staticità di Danae e il dinamismo di Giove, ma l'opera è, innanzitutto, la parodia di un mito erotizzato.